# Képregényalbum
A képregényalbum (angolul: graphic novel, helytelen fordításban grafikus novella) a képregények egy típusa. Eredeti angol elnevezése; a „rajzolt regény” arra utal, hogy az általa feldolgozott történet jóval hosszabb és összetettebb mint a más, füzetek formájában megjelenő képregényeké. A képregényalbumok gyakran gyűjteményként, a korábban füzetekben megjelent történeteket foglalják össze.
A képregényalbumok kötött formában jelennek meg, időtállóbb és jobb minőségű anyagok felhasználásával készülnek, nem ritkán kemény borítóval.